# Американские центры русистики

Список американских академических научно-исследовательских центров специализирующихся на русистике, славистике, исследованиях Восточной Европы и Евразии.

## История

### Начальный этап
Практически все подобные центры были созданы после начала Холодной войны, начало которой застало высшее военно-политическое руководство США неподготовленным к противостоянию с СССР в плане знания своего потенциального противника, его наиболее уязвимых мест. До фултонской речи Уинстона Черчилля 5 марта 1946 г. американское правительство оплачивало из федерального бюджета работу около двух десятков советологов и нескольких специалистов по центрально- и восточноевропейским странам. Через два года после этого, в 1948 г. в новообразованном Центральном разведывательном управлении работало 38 советологов, большинство из которых никогда не посещало СССР, только двенадцать говорили по-русски, один имел докторскую степень, и наблюдался весьма широкий разброс в специализации (первичные специальности американских советологов начального периода Холодной войны варьировались от инженеров до библиограф).
Для сравнения: Количество диссертаций на соискание учёных степеней, освещающих или косвенно затрагивающих тематику России и Северной Евразии вообще, написанных в США за сто лет с 1850 г. по 1950 г. составляет в сумме около двух с половиной сотен. За тринадцать лет, 1950―1963 гг., около тысячи диссертаций было защищено конкретно о Советском Союзе в рамках страноведческой и обществоведческой дисциплины, которая впоследствии получит название советология (кроме того, с 1946 года наблюдается настоящий взрыв публикаций о России и СССР в «Славянском обозрении»). С момента начала конфронтации США и СССР, количество центров, занятых изучением СССР и соцстран, и занятых в них советологов стало стремительно увеличиваться, побочным эффектом чего стало то, что в советологи массово пошли несостоятельные в научно-академическом плане люди, не сумевшие реализовать себя в изначально избранных научных специальностях. Тем не менее, как отмечает известный советолог В. Лакер, с конца 1940-х гг. интерес к СССР и России в США и на Западе в целом значительно вырос по сравнению с довоенным временем.

### Позднесоветские годы
Ко времени начала в СССР политики «перестройки», изучением Советского Союза и соц. стран занималось уже свыше тысячи двухсот американских исследовательских центров различного типа (закрытых, полу-закрытых, открытых) и специализации. Такого рода центры создавались при министерствах и ведомствах, университетах, коммерческих и некоммерческих структурах. Часть из них была упразднена после дезинтеграции СССР, другая часть продолжила работу в направлении изучения современной Российской Федерации и стран СНГ, и других государственных образований на постсоветском пространстве. Поскольку основная масса советологических исследовательских центров финансировалась или напрямую из Государственного бюджета США, или через аффилированные неправительственные фонды содействия развитию демократии и гражданского общества, а заказчиком исследований, зачастую, выступали либо военные, либо гражданские разведывательные структуры, тематика исследований носила, зачастую, прикладной или более конкретно военно-прикладной характер. Советский и российский философ и обществовед А. А. Зиновьев, сам работавший в нескольких таких центрах в период своей жизни за рубежом в качестве приглашённого специалиста (на Западе его считали диссидентом, поэтому охотно приглашали для участия в такого рода проектах), так характеризовал их работу: «Они изучали Советский Союз не как зоолог изучает слона […] Они изучали его как охотник изучает слона, чтобы убить его с одного выстрела». Как отмечает историк А. И. Фурсов, изучение советскими научно-исследовательскими учреждениями США и его сателлитов значительно уступало американским усилиям в направлении изучения СССР как в количественном, так и в качественном отношении.

## Приглашённые специалисты
Практически все советские перебежчики и невозвращенцы из числа научно-академических, инженерно-технических специалистов и военнослужащих старшего офицерского состава приглашались к участию в разного рода исследовательских проектах, им предлагалось временное или постоянное трудоустройство в вышеуказанных исследовательских учреждениях с фиксированной ставкой, либо разовые контракты с чтением курса лекций аудитории, составленной из заинтересованных лиц, по тематике положения дел в тех сферах советской действительности, которые были им хорошо известны (общество, административная система, вооружённые силы, промышленность и народно-хозяйственный комплекс, наука, образование и воспитание, культура, субкультура и т. д.). Среди прочих, генерал-майору П. Г. Григоренко предлагалось преподавать на русском языке курсантам и слушателям групп с углублённым изучением СССР и соцстран Военной академии США (отказался от предложенной ему профессорской должности), Г. П. Климову предлагалось участвовать в ряде исследовательских проектов разведывательной тематики (согласился и длительное время участвовал). Последний неоднократно отмечал, что среди бывших советских граждан — сотрудников американских исследовательских учреждений по изучению СССР и соцстран, основная масса, по его мнению, были люди низких морально-деловых и профессиональных качеств (по его собственным словам — «дегенераты»).

## Краткий перечень
- Вашингтонский университет — Эллисонский центр исследований России, Восточной Европы и Центральной Азии.
- Висконсинский университет в Мадисоне — Центр России, Восточной Европы и Центральной Азии.
- Гарвардский университет — Дэвисский центр российских и евразийских исследований.
- Иллинойсский университет в Урбана-Шампейн — Центр России, Восточной Европы и Евразии.
- Индианский университет — Институт России и Восточной Европы.
- Калифорнийский университет в Беркли — Институт исследования славистики, Восточной Европы и Евразии.
- Калифорнийский университет в Лос-Анджелесе — Центр европейских и евразийских исследований.
- Колумбийский университет — Институт Гарримана
- Канзасский университет — Центр исследований России, Восточной Европы и Евразии.
- Мичиганский университет — Центр исследований России и Восточной Европы.
- Университет штата Огайо — Центр славистики и восточно-европейских исследований.
- Стэнфордский университет — Центр исследований России, Восточной Европы и Евразии.
- Техасский университет в Остине — Центр исследований России, Восточной Европы и Евразии.
- Университет Питтсбурга — Центр исследований России и Восточной Европы.
- Чикагский университет — Центр исследований Восточной Европы и России.
- Военный институт иностранных языков МО США в Монтерее